# Pheidole neoschultzi
Pheidole neoschultzi is een mierensoort uit de onderfamilie van de Myrmicinae. De wetenschappelijke naam van de soort is voor het eerst geldig gepubliceerd in 2006 door LaPolla.